# Царькова Дагмара Вільгельмівна
Дагма́ра Вільге́льмівна Царько́ва (1932—2013) — лікар вищої категорії, заслужений лікар України, ветеран праці, в 1963—1991 роках — депутат Хмельницької міської ради.

## Життєпис
Народилася у місті Ленінграді. Закінчила лікувальний факультет Харківського медичного інституту. 1955 року розпочала медичну практику в одній із військових частин Хмельницького. По тому працювала дільничним лікарем-терапевтом, завідувач терапевтичного відділення Хмельницької міської поліклініки.
1970 року призначена начальником відділу охорони здоров'я Хмельницького міськвиконкому, на цій посаді працювала до 1994-го. Протягом цих років за її участі в Хмельницькому були збудовані приміщення поліклінік № 1, № 2, № 3 та № 4, терапевтичний і хірургічний корпуси Хмельницької міської лікарні, корпуси міської інфекційної лікарні, новий сучасний корпус пологового будинку, нової міської дитячої лікарні, будинку малятка, міської станції швидкої медичної допомоги, міської стоматологічної поліклініки, також філіалів пологового будинку в мікрорайоні Гречани і на Зарічанській. Також займалася формуванням бази високопрофесійних медичних спеціалістів та керівного складу закладів охорони здоров'я.
З 1994 року працювала заступником головного лікаря по експертизі тимчасової непрацездатності, від 2003-го — лікар-геріатр Хмельницької міської поліклініки № 1.

## Нагороди та вшанування
Заслужений лікар України, нагороджена орденом «Знак Пошани», медалями «За доблесну працю», «Ветеран праці», нагрудним знаком «Відмінник охорони здоров'я СРСР», Почесними грамотами та грамотами державних органів різних рівнів, почесний громадянин міста Хмельницького.
У березні 2014 року на будівлі міської поліклініки № 1 (вулиця Подільська) встановлено та урочисто відкрито меморіальну дошку пам'яті Дагмари Царькової.